# 第二代性别偏見
第二代性別偏見（英語：Second-generation gender bias）指的是看似中性或非性別歧視的觀點套用至所有人卻歧視了某個性別，因為它反映了創意或發展環境（通常是職場）的性別觀。第二代性別偏見與第一代偏見相對，第一代偏見通常是有意排斥。
第二代性別偏見的例子包括：人們認為領導者應該果斷，因此採取合作的女性不被當作領導者，果斷的女性卻被認為太過積極。這種偏見或性別刻板印象可能完全無意識。

## 第一代和第二代偏見
第一代偏見通常能立法處理，例如立法禁止工作場所、體育和大學性別歧視。第二代偏見指的是源於組織實踐和父權結構的固有和無意識偏見的微妙形式。哈佛商學院教授羅賓·伊利指出，這解釋了持續存在的玻璃天花板問題，即企業董事會、高階管理職位和整體勞動市場中，未能真正實現性別平等。儘管現代女權運動已有半世紀，但許多性別差距仍然存在。 「到了2015年，人們本以為企業性別多元會顯著飛躍。但數字不會說謊，無論是明顯還是隱密的障礙似乎都無法打破」。
第二代性別偏見的無意識特性導致女性可能忽視了事實：父權社會中，無論是教育、商業還是政治，男性更容易獲得管理和領導職位的社會資本。這種偏見還導致性別差異的討論失去正當性。第二代性別偏見的重要代價是，女性在升遷成功之際可能會感受到身份威脅，需要重新定位身份角色。這讓爭取性別平等更有壓力，彷彿在說障礙只是想像出來的。

## 職場歧視
在性別多元的工作場所中，很少有人認為第二代性別偏見是問題，許多人（包括在單一性別工作場所工作的人）都不知道這種偏見的存在。第二代性別偏見的一個例子是公司由男性主導因此女性無法獲聘。工作文化可能設計成看似中立和無偏見，但事實上並非如此。
菲·克羅斯比認為第二代性別偏見在職場中常常被忽略，甚至有許多女性在職場中遇過第二代性別偏見，卻未能察覺。2013年8月蓋洛普對美國1,000名男性和女性進行的民意調查發現，只有15%的女性表示她們經歷過偏見。意識到第二代性別偏見的女性在回顧經歷過的歧視時，可能會感覺更有力量，而不是感覺被利用。赫米尼亞·伊巴拉認為，意識到這些歧視的女性會有信心採取行動來抵制影響，例如努力爭取符合資格的領導機會，尋找贊助人和支持者，並且協商工作。
職場通常偏好有「男性特質」的人，例如力量、自信和果斷。然而，當女性展現這些「男性特質」時，往往被認為專橫、粗魯又自大。專家表示，男性在生物學上天生更有領導能力，但女性同樣是強大的領導者，因為她們對下屬可以表現出同情心，可能會促成良好人際關係和更強的團隊。擁有大學學位的女性比男性更多，高達60%。但是統計數據顯示，女性在學校的升遷不如男性。獲得博士學位的女性人數有所增加，卻與女性教授、高階職位（如校長）人數不成比例。
《哈佛商业评論》記錄了職場女性的想法：
我的公司在對女性抱著好意。但是每當有領導職缺時，女性總是不在考慮範圍內。他們說是找不到擁有技能和經驗的女性候選人。
第二代性別偏見之所以嚴重，是因為並非有意、沒有直接傷害。它導致女性與男性同事、上級之間產生疏離感，創造出一種排斥的環境，導致女性覺得不受待見，對社會地位、比男性高薪的機會感到不安。2014年，職業發展、業務和工作場所多元組織Catalyst的統計顯示，財富1000強公司的首席執行官只有4%是女性。

## 可能的解决方式
要解決第二代性別偏見很難，因為男性和女性都無法意識到歧視正在發生，甚至否認它的存在。以雇主的角度來說，一種快速的解決方式是求職時使用縮寫而不是全名。雖然這不能完全改變偏見，但雇主審查履歷時就不會受性別影響。另一個簡單的解決方式是讓員工聚集在一起，列出存在的偏見，以加深對這些偏見的理解。這將使女性減少將注意力放在自己被他人如何評價，而是關注於如何成為優秀員工和領導者。
研究顯示，賦予女性權力對商業有益。麥肯錫的報告指出，在高階領導職位中女性比例最高、董事會至少有兩名女性的89家歐洲公司表現優於行業平均水準。這些公司的股本回報率、息稅前利潤、股價增長率都顯著增加。因此，德國通過了一項法律，要求公司董事會中至少30％的成員為女性。挪威、西班牙、法國和冰島的董事會配額要求女性代表比例達到40％。德國加入意大利、比利時和荷蘭等國家，要求女性代表比例達到30％。然而，美國立法停滯不前，董事會中的女性平均比例僅為17％。